# 22 ноября
22 ноября — 326-й день года (327-й в високосные годы) по григорианскому календарю.
До конца года остаётся 39 дней.
До 15 октября 1582 года — 22 ноября по юлианскому календарю, с 15 октября 1582 года — 22 ноября по григорианскому календарю.
В XX и XXI веках соответствует 9 ноября по юлианскому календарю.

## Праздники и памятные дни

### Национальные
- Мексика — День святой Сесилии.
- Ливан — День независимости.

### Профессиональные
- Россия — День психолога.
- Азербайджан — День работников юстиции.

### Религиозные
Православие
 — Память мучеников Онисифора и Порфирия (около 284—305 годов);
 — память преподобной Матроны Константинопольской (около 492 года), «Матрёна зимняя», см. ниже;
 — память преподобной Феоктисты Паросской (881 год);
 — память священномучеников Парфения (Брянских), епископа Ананьевского, Константина Черепанова, Димитрия Русинова, Нестора Панина, Феодора Чичканова, Константина Немешаева, Виктора Климова, Илии Рылько, Павла Ансимова, пресвитеров, Иосифа Сченсновича, диакона и преподобномученика Алексия (Задворнова) (1937 год);
 — память преподобного Онисифора Печерского, в Ближних пещерах (1148 год);
 — память мученика Александра Солунского (305—311 годы);
 — память мученика Антония Апамейского (V век);
 — память преподобного Иоанна Колова (V век);
 — память преподобных Евстолии и Сосипатры (VII век);
 — память святителя Нектария, митрополита Пентапольского, Эгинского чудотворца (1920 год);
 — празднование иконы Божьей Матери, именуемой «Скоропослушница» (X век).
 — память мученика и страстотерпца, благоверного великого князя Михаила Ярославича Тверского.

### Именины
- Православные[источник не указан 4621 день]: Александр, Антон, Иван, Кирилл, Матрёна/Матрона, Порфирий, Феоктист, Цецилия.
- Католические[источник не указан 4621 день]: Цецилия, Марк.

## События

### До XX века
- 1307 — папа римский Климент V издал буллу «PASTORALIS PRAEMINENTIAE», в которой взял под защиту действия короля Франции Филиппа Красивого и утверждал, что обвинения против ордена тамплиеров доказаны, а его руководители сознались в совершённых преступлениях. Булла заканчивалась призывом ко всем государям Европы последовать примеру Филиппа и начать преследование ордена тамплиеров.
- 1318 — убийство в Орде князя Михаила Ярославича[7].
- 1497 — португальский мореплаватель Васко да Гама обогнул мыс Доброй Надежды.[источник не указан 969 дней]
- 1542 — Испания ограничила рабство в американских колониях.
- 1621 — настоятелем лондонского собора св. Павла назначен английский поэт Джон Донн.
- 1830 — здание Двенадцати коллегий было полностью передано Санкт-Петербургскому университету.
- 1860 — в Малом зале Благородного собрания состоялся первый симфонический концерт Московского отделения Русского музыкального общества, которое основал Николай Рубинштейн, он же на этом концерте впервые выступил как дирижёр.

### XX век
- 1906 — в России началась аграрная реформа П. А. Столыпина.
- 1909 — братья Орвилл и Уилбер Райт организовали первую компанию для производства аэропланов.
- 1911 — лётчик Д. М. Сокольцов осуществил радиопередачу с самолёта на землю.
- 1918 — в Польше отменена монархия и провозглашена республика.
- 1922 — новым канцлером Германии после Йозефа Вирта становится Вильгельм Куно.
- 1927 — Персия заявляет свои права на остров Бахрейн в Персидском заливе.
- 1928 — в Париже состоялось первое исполнение оркестровой пьесы Мориса Равеля «Болеро».
- 1933 — Камиль Шотан назначается премьер-министром Франции.
- 1936 — в СССР постановлением Совнаркома разрешён искусственный аборт, если продолжение беременности угрожает жизни матери[8].
- 1938 — на южноафриканском берегу поймана доисторическая рыба целакант (лат. coelacanth), считавшаяся вымершей.
- 1941 — по Дороге Жизни, проложенной для снабжения блокадного Ленинграда по льду Ладожского озера, стали ходить машины.
- 1942 — основан Московский механический институт боеприпасов (ММИБ), с 1945 года — Московский механический институт, с 1953-го — Московский инженерно-физический институт (МИФИ), с 2009-го — Национальный исследовательский ядерный университет «МИФИ».
- 1946 — в Англии поступили в продажу первые шариковые ручки (в Нью-Йорке шариковая ручка поступила в продажу 29 октября 1945 года, она была запатентована в США 30 октября 1888 года).
- 1952 — Катастрофа C-124 американских ВВС, 52 погибших.
- 1956 — в Мельбурне начались XVI Олимпийские игры (турнир по конному спорту прошёл в июне в Стокгольме).
- 1957 — гостями музыкального телешоу «American Bandstand» на канале ABC стал дуэт «Том и Джерри» со своим первым хитом «Hey, Schoolgirl». Но развить успех музыкантам, называвшими тогда себя Томом Графом и Джерри Ландисом, не удалось, и вскоре они расстались. Через пять лет они встретились вновь и образовали дуэт под собственными именами «Simon and Garfunkel». В 1990 году Пол и Арт стали членами Зала славы рок-н-ролла.
- 1960
  - Введена в строй после реконструкции первая очередь Московской кольцевой автомобильной дороги (МКАД) длиной 48 км между Ярославским и Симферопольским шоссе, движение по кольцу открыто в 1962 году.
  - Запорожский завод «Коммунар» (теперь — АО «АвтоЗАЗ») выпустил первую партию малолитражных легковых автомобилей «Запорожец».
- 1963
  - В Далласе убит президент США Джон Кеннеди.
  - Группа «Битлз» выпустила альбом With The Beatles.
- 1966 — испанский парламент принял новую конституцию, предложенную генералом Ф. Франко.
- 1968
  - Группа «Битлз» выпустила альбом The White Album.
  - В Сан-Франциско совершил посадку на воду самолёт Douglas DC-8-55 компании Japan Airlines.
- 1975 — заявление Хуана Карлоса, как короля Испании, после смерти генералиссимуса Франсиско Франко.
- 1977 — начались полёты «Конкорда» из Парижа и Лондона в Нью-Йорк.
- 1982 — город Набережные Челны переименован в Брежнев. (6 января 1988 года городу возвращено прежнее наименование).
- 1985 — гибель Панфиловской заставы во время Афганской войны.
- 1986 — Майк Тайсон завоевал титул WBC в супертяжёлом весе, став самым молодым чемпионом мира в истории бокса.
- 1987 — в Чикаго произошёл самый известный случай вторжения в телевизионный эфир — во время показа вечерних новостей на канале WGN-TV на экране на 20 секунд появился человек в маске героя научно-фантастического сериала «Max Headroom». Нарушитель, вмешавшийся в эфир, не найден[9].
- 1990 — премьер-министр Великобритании Маргарет Тэтчер объявила о своей отставке.
- 1993 — Армения ввела свою национальную валюту — драм.

### XXI век
- 2003
  - В Тбилиси, Грузия, произошёл захват Грузинского парламента оппонентами президента Эдуарда Шеварднадзе.
  - Над Багдадом сбит самолёт Airbus A300B2-200 компании DHL.
  - В Сиднее сборная Англии по регби в финале чемпионата мира обыграла Австралию и впервые в истории стала чемпионом мира.
- 2004 — на Украине началась «Оранжевая революция».
- 2020 — США вышли из Договора по открытому небу.

## Родились

### До XIX века
- 1515 — Мария де Гиз (ум. 1560), супруга короля Шотландии Якова V, регент Шотландии (1554—1560).
- 1643 — Рене-Робер Кавелье де Ла Саль (ум. 1687), французский исследователь Северной Америки и реки Миссисипи, присоединивший Луизиану к Франции.
- 1710 — Вильгельм Фридеман Бах (ум. 1784), немецкий композитор, органист, старший сын Иоганна Себастьяна Баха.
- 1734 — Никола Ретиф де ла Бретонн (ум. 1806), французский писатель.
- 1744 — Эбигейл Адамс (ум. 1818), первая американская феминистка, супруга президента США Джона Адамса.
- 1768 — князь Виктор Павлович Кочубей (ум. 1834), министр внутренних дел Российской империи (1802—1807, 1819—1823), председатель Госсовета (1827—1834) и Комитета министров (1827—1832), канцлер.
- 1787 — Расмус Раск (ум. 1832), датский лингвист и ориенталист.

### XIX век
- 1801 — Владимир Даль (ум. 1872), врач, писатель, этнограф, лексикограф, создатель «Толкового словаря живого великорусского языка».
- 1808 — Томас Кук (ум. 1892), англичанин, основавший первое в мире туристическое агентство.
- 1818 — Самуэль Фрэнч (ум. 1910), американский военный, участник Мексиканской и Гражданской войн.
- 1819 — Джордж Элиот (наст. имя Мэри Энн Эванс; ум. 1880), английская писательница.
- 1838 — Матвей Чижов (ум. 1916), русский скульптор, автор портретных бюстов известных современников.
- 1861 — Даниел Бек-Пирумян (ум. 1921), армянский национальный герой, командующий войсками в Сардарапатской битве.
- 1869 — Андре Жид (ум. 1951), французский писатель, лауреат Нобелевской премии (1947).
- 1877
  - Эндре Ади (ум. 1919), венгерский поэт, публицист и общественный деятель.
  - Жоан Гампер (ум. 1930), швейцарский спортсмен, основатель, игрок и президент футбольного клуба «Барселона».
- 1881
  - Матрона Московская (наст. фамилия Никонова; ум. 1952), старица Русской православной церкви.
  - Энвер-паша (убит в 1922), османский военный и политический деятель.
- 1890
  - Шарль де Голль (ум. 1970), французский генерал и политик, президент Франции (1959—1969).
  - Эль Лисицкий (наст. имя Лазарь Лисицкий; ум. 1941), советский художник и архитектор, представитель авангарда.
- 1891 — Эдвард Бернейс (ум. 1995), австрийско-американский учёный, один из крупнейших специалистов по PR.
- 1893 — Лазарь Каганович (ум. 1991), советский государственный, хозяйственный и партийный деятель.
- 1898
  - Габриэль Гонсалес Видела (ум. 1980), президент Чили (1946—1952).
  - Родион Малиновский (ум. 1967), министр обороны СССР (1957—1967), Маршал Советского Союза, дважды Герой Советского Союза.
  - Уайли Пост (погиб в 1935), американский лётчик, в 1931 г. установивший рекорд кругосветного авиаперелёта.

### XX век
- 1904 — Луи Неель (ум. 2000), французский физик, предсказавший антиферромагнетизм, нобелевский лауреат (1970).
- 1909 — Михаил Миль (ум. 1970), советский конструктор вертолётов, Герой Социалистического Труда.
- 1911 — Лаци Олах (ум. 1989), венгерский, чехословацкий и советский барабанщик-джазмен, цыган по происхождению.
- 1913
  - Бенджамин Бриттен (ум. 1976), английский композитор, дирижёр и пианист.
  - Николай Латышев (ум. 1999), легендарный советский футбольный арбитр.
- 1917 — Эндрю Хаксли (ум. 2012), английский физиолог, лауреат Нобелевской премии (1963).
- 1924 — Джеральдин Пейдж (ум. 1987), американская актриса, лауреат «Оскара», двух «Золотых глобусов» и др. премий.
- 1927 — Валентина Владимирова (ум. 1994), актриса кино и театра, заслуженная артистка РСФСР.
- 1928 — Николай Добронравов (ум. 2023), поэт-песенник, лауреат Государственной премии СССР.
- 1930
  - Семён Ласкин (ум. 2005), советский и российский прозаик, драматург, сценарист, искусствовед.
  - сэр Питер Холл (ум. 2017), британский режиссёр театра и телевидения, двукратный лауреат премии «Тони».
- 1934 — Анатолий Поперечный (ум. 2014), советский и российский поэт-песенник.
- 1935 — Людмила Белоусова (ум. 2017), советская фигуристка, двукратная олимпийская чемпионка (1964, 1968).
- 1939 — Михаил Полторанин, советский и российский журналист и политик.
- 1940 — Терри Гиллиам, американский кинорежиссёр, сценарист, актёр, мультипликатор и художник, участник известной комик-группы «Монти Пайтон».
- 1942 — Руслан Хасбулатов (ум. 2023российский политик, учёный и публицист, последний председатель Верховного Совета РФ.
- 1943 — Иван Курнуайе, канадский хоккеист, 10-кратный обладатель Кубка Стэнли.
- 1944 — Макс Ромео (Максвел Ливингстон Смит) (ум. 2025), ямайский регги-исполнитель.
- 1951 — Лидия Семёнова (ум. 2025), советская и украинская шахматистка, гроссмейстер (1982) среди женщин; тренер.
- 1952 — Савик Шустер (при рожд. Шевель Шустер), журналист, телеведущий, работавший в российских и украинских СМИ.
- 1957 — Виктор Салтыков, советский и российский эстрадный певец.
- 1958
  - Джейми Ли Кёртис, американская актриса и писательница, лауреат премии «Золотой глобус» и др. наград («Правдивая ложь»).
  - Ирина Отиева, советская и российская певица, автор песен, заслуженная артистка РФ.
- 1960 — Леос Каракс, французский кинорежиссёр и сценарист.
- 1961
  - Алеман (наст. имя Рикардо Рожерио де Брито), бразильский футболист.
  - Мэриел Хемингуэй, американская актриса и писательница.
- 1962 — Виктор Пелевин, российский писатель.
- 1963 — Илзе Лиепа, советская и российская балерина, актриса, народная артистка РФ.
- 1965 — Мадс Миккельсен, датский актёр.
- 1967
  - Борис Беккер, немецкий теннисист, победитель шести турниров Большого шлема.
  - Барт Велдкамп, нидерландский и бельгийский конькобежец, олимпийский чемпион (1992).
  - Марк Руффало, американский актёр, продюсер, дважды лауреат премии «Эмми».
- 1976 — Вилле Херманни Вало, финский рок-музыкант, композитор, поэт, лидер группы HIM.
- 1978 — Марко Рамштайн, швейцарский кёрлингист.
- 1982 — Якубу Айегбени, нигерийский футболист.
- 1984 — Скарлетт Йоханссон, американская актриса и певица, лауреат премий BAFTA, «Тони» и др.
- 1985 — Евгения Лапова, российская актриса, победительница конкурса «Краса России-2009»
- 1986 — Оскар Писториус, южноафриканский бегун.
- 1987
  - Лянка Грыу, российская актриса театра и кино молдавского происхождения.
  - Маруан Феллайни, бельгийский футболист.
- 1988 — Эрик Френцель, немецкий двоеборец, трёхкратный олимпийский чемпион, многократный чемпион мира.
- 1990 — Таха Акгюль, турецкий борец вольного стиля, олимпийский чемпион (2016), многократный чемпион мира и Европы.
- 1993 — Адель Экзаркопулос, французская киноактриса, самая молодая обладательница «Золотой пальмовой ветви».
- 1995 — Кэтрин Макнамара, американская актриса.
- 1996
  - Хейли Бибер, американская модель.
  - Мэдисон Девенпорт, американская актриса и певица.
  - Маккензи Линтц, американская актриса.

## Скончались

### До XIX века
- 1318 — убит Михаил Ярославич (р. 1271), племянник Александра Невского, князь тверской (с 1285) и великий князь владимирский (1305—1317).
- 1775 — Клод Анри де Фюзе де Вуазенон (род. 1708), французский драматург, прозаик, поэт и либреттист, член Французской академии.

### XIX век
- 1813 — Иоганн Христиан Рейль (р. 1759), немецкий медик, физиолог, философ и педагог; придумал термин психиатрия.
- 1858 — Александр Чертков (р. 1789), русский историк, археолог, библиограф, коллекционер.
- 1878
  - Пётр Вяземский (р. 1792), русский поэт и литературный критик.
  - Людвик Мерославский (р. 1814), польский революционер.
- 1884 — Карл фон Фирордт[нем.] (р. 1818), немецкий физик, изобретатель аппаратов по измерению давления и частоты пульса.
- 1885 — Александр Пальм (р. 1822), российский писатель, участник кружка М. В. Петрашевского.
- 1891 — Василий Роткирх (р. 1819), генерал-лейтенант российской жандармерии, подавлявший Польское восстание, литератор.
- 1896 — Джордж Феррис (р. 1859), американский инженер, изобретатель колеса обозрения.
- 1900 — Артур Салливан (р. 1842), английский композитор.

### XX век
- 1901
  - Гевонд Алишан (р. 1820), армянский поэт, филолог и историк.
  - Александр Ковалевский (р. 1840), русский биолог, один из основоположников эмбриологии и физиологии.
- 1902 — Уолтер Рид (р. 1851), американский военный врач, обнаруживший причины жёлтой лихорадки.
- 1907 — Асаф Холл (р. 1829), американский астроном, открывший в 1877 году два спутника Марса — Деймос и Фобос.
- 1908 — Поль Таффанель (р. 1844), французский флейтист и дирижёр.
- 1916 — Джек Лондон (р. 1876), американский писатель.
- 1919 — Франсиско Морено (р. 1852), аргентинский учёный, естествоиспытатель, политик, исследователь новых земель.
- 1921 — Эмиль Бутру (р. 1845), французский философ и историк философии.
- 1941 — Курт Коффка (р. 1886), немецкий психолог, сооснователь школы гештальтпсихологии.
- 1944
  - Глеб Котельников (р. 1872), русский советский изобретатель, создатель авиационного ранцевого парашюта.
  - Артур Стэнли Эддингтон (р. 1882), английский астрофизик.
- 1948 — Иван Заикин (р. 1880), русский борец, артист цирка, авиатор.
- 1954 — Андрей Вышинский (р. 1883), советский дипломат, Прокурор СССР (1935—1939), министр иностранных дел (1949—1953).
- 1963
  - убит Джон Ф. Кеннеди (р. 1917), 35-й президент США (1961—1963).
  - Клайв Стэплз Льюис (р. 1898), ирландский писатель.
  - Олдос Хаксли (р. 1894), английский писатель, автор антиутопии «О дивный новый мир».
- 1965
  - Дипа Нусантара Айдит (р. 1923), деятель рабочего движения в Индонезии.
  - Павел Мальков (р. 1887), советский военный деятель, комендант Смольного, затем Московского Кремля.
- 1967 — Павел Корин (р. 1892), народный художник СССР, лауреат Ленинской и Государственной премий СССР.
- 1974 — Борис Горшенин (р. 1909), театральный актёр, народный артист РСФСР.
- 1975 — Иван Ищенко (р. 1891), советский хирург, один из пионеров трансплантации в СССР.
- 1979 — Евгений Помещиков (р. 1908), кинодраматург, трижды лауреат Сталинской премии.
- 1980 — Мэй Уэст (р. 1892), американская киноактриса, писательница, певица.
- 1981 — Ханс Адольф Кребс (р. 1900), немецко-английский биохимик, нобелевский лауреат по физиологии и медицине (1953).
- 1982 — Джин Баттен (р. 1909), новозеландская женщина-пилот, известная своими рекордными перелётами.
- 1984 — Николай Томский (р. 1900), скульптор-монументалист, президент АХ СССР (1968—1983), народный художник СССР.
- 1988
  - Луис Барраган (р. 1902), мексиканский архитектор.
  - Эрих Фрид (р. 1921), австрийский поэт, публицист, прозаик.
- 1990 — Борис Рунге (р. 1925), актёр театра и кино, народный артист РСФСР.
- 1993
  - Энтони Бёрджесс (р. 1917), английский писатель.
  - Татьяна Николаева (р. 1924), пианистка, композитор, педагог, народная артистка СССР.
- 1995 — Сергей Стечкин (р. 1920), российский математик, профессор МГУ.
- 1997 — Майк Хатченс (р. 1960), вокалист группы INXS.
- 1998 — Владимир Демихов (р. 1916), советский учёный, хирург, один из основоположников трансплантологии.

### XXI век
- 2000 — Эмиль Затопек (р. 1922), чешский атлет.
- 2007 — Морис Бежар (р. 1927), французский танцовщик, балетмейстер и хореограф.
- 2011 — Светлана Аллилуева (р. 1926), советский филолог-переводчик, мемуарист, дочь И. В. Сталина.
- 2012 — Яшар Нури (р. 1951), азербайджанский актёр.
- 2015 — Ким Ён Сам (р. 1927), 7-й президент Республики Корея (1993—1998).
- 2017 — Дмитрий Хворостовский (р. 1962), оперный певец (баритон), народный артист Российской Федерации.
- 2020 — Сиди Мохаммед ульд Шейх Абдуллахи (р. 1938), президент Мавритании с 19 апреля 2007 года по 6 августа 2008 года.
- 2023 — Эммануэль Ле Руа Ладюри (р. 1929), французский историк.

## Приметы
Матрёнин день. Матрёны зимние.
- Зима вступает в свои права, наступают морозы.
- Если деревья покроет иней — будут морозы.
- Туман в Матрёнин день — к оттепели.
- Коли погода на Матрёну облачная и снежная — быть ненастному маю[10].